# San Martín Coapaxtongo
San Martín Coapaxtongo är en ort i Mexiko.   Den ligger i kommunen Tenancingo och delstaten Mexiko, i den sydöstra delen av landet, 70 km sydväst om huvudstaden Mexico City. San Martín Coapaxtongo ligger 2 210 meter över havet och antalet invånare är 2 865.
Terrängen runt San Martín Coapaxtongo är lite bergig, och sluttar söderut. Runt San Martín Coapaxtongo är det tätbefolkat, med 550 invånare per kvadratkilometer. Närmaste större samhälle är Tenancingo de Degollado, 4,2 km sydväst om San Martín Coapaxtongo. Omgivningarna runt San Martín Coapaxtongo är en mosaik av jordbruksmark och naturlig växtlighet.